# Canton du Plateau de Millevaches
Le Canton du Plateau de Millevaches est une circonscription électorale française du département de la Corrèze créée par le décret du 24 février 2014 et entrée en vigueur lors des élections départementales de 2015.

## Histoire
Un nouveau découpage territorial de la Corrèze entre en vigueur en mars 2015, défini par le décret du 24 février 2014, en application des lois du 17 mai 2013 (loi organique 2013-402 et loi 2013-403). Les conseillers départementaux sont, à compter de ces élections, élus au scrutin majoritaire binominal mixte. Les électeurs de chaque canton élisent au Conseil départemental, nouvelle appellation du Conseil général, deux membres de sexe différent, qui se présentent en binôme de candidats. Les conseillers départementaux sont élus pour 6 ans au scrutin binominal majoritaire à deux tours, l'accès au second tour nécessitant 12,5 % des inscrits au 1er tour. En outre la totalité des conseillers départementaux est renouvelée. Ce nouveau mode de scrutin nécessite un redécoupage des cantons dont le nombre est divisé par deux avec arrondi à l'unité impaire supérieure si ce nombre n'est pas entier impair, assorti de conditions de seuils minimaux. Dans la Corrèze, le nombre de cantons passe ainsi de 37 à 19. Le nouveau canton du Plateau de Millevaches est formé de communes des anciens cantons de Meymac, de Sornac, de Bugeat et d'Ussel-Ouest.

## Représentation
| Période élective | Période élective | Mandat | Mandat   | Identité               | Nuance | Nuance | Qualité                                                                                     |
| ---------------- | ---------------- | ------ | -------- | ---------------------- | ------ | ------ | ------------------------------------------------------------------------------------------- |
| 2015             | 2021             | 2015   | 2021     | Christophe Petit       |        | DVD    | Technicien Maire de Lestards depuis 2001 Vice-président du Conseil départemental            |
| 2015             | 2021             | 2015   | 2021     | Nelly Simandoux        |        | LR     | Maire de Maussac depuis 1995                                                                |
| 2021             | 2028             | 2021   | en cours | Jacqueline Cornelissen |        | LR     | Professeure, maire de Saint-Angel depuis 2020                                               |
| 2021             | 2028             | 2021   | en cours | Christophe Petit       |        | DVD    | Conseiller sortant, Vice-Président délégué aux Aides aux communes, vie associative et forêt |

### Résultats détaillés

#### Élections de mars 2015
À l'issue du 1er tour des élections départementales de 2015, deux binômes sont en ballottage : Christophe Petit et Nelly Simandoux (UMP, 39,32 %) et Pierre Coutaud et Fabienne Garnerin (PS, 31,18 %). Le taux de participation est de 64,04 % (5 589 votants sur 8 728 inscrits) contre 59,60 % au niveau départemental et 50,17 % au niveau national.
Au second tour, Christophe Petit et Nelly Simandoux (UMP) sont élus avec 51,67 % des suffrages exprimés et un taux de participation de 66,77 % (2 799 voix pour 5 827 votants et 8 727 inscrits).
Christophe Petit est 3e vice-président du conseil départemental de la Corrèze.

#### Élections de juin 2021
Le premier tour des élections départementales de 2021 est marqué par un très faible taux de participation (33,26 % au niveau national). Dans le canton du Plateau de Millevaches, ce taux de participation est de 53,69 % (4 489 votants sur 8 361 inscrits) contre 42,13 % au niveau départemental. À l'issue de ce premier tour, deux binômes sont en ballottage : Jacqueline Cornelissen et Christophe Petit (DVD, 47,23 %) et Liliane Beynel et Philippe Brugere (DVG, 43,16 %).
Le second tour des élections est marqué une nouvelle fois par une abstention massive équivalente au premier tour. Les taux de participation sont de 34,3 % au niveau national, 43,69 % dans le département et 58,73 % dans le canton du Plateau de Millevaches. Jacqueline Cornelissen et Christophe Petit (DVD) sont élus avec 53,65 % des suffrages exprimés (2 516 voix pour 4 909 votants et 8 358 inscrits),,.

## Composition
Le nouveau canton du Plateau de Millevaches comprend trente-trois communes entières.
| Nom                              | Code Insee | Intercommunalité                        | Superficie (km2) | Population (dernière pop. légale) | Densité (hab./km2) | Modifier                                    |
| -------------------------------- | ---------- | --------------------------------------- | ---------------- | --------------------------------- | ------------------ | ------------------------------------------- |
| Meymac (bureau centralisateur)   | 19136      | CC Haute-Corrèze Communauté             | 87,15            | 2 326 (2022)                      | 27                 | modifier les données · modifier les données |
| Alleyrat                         | 19006      | CC Haute-Corrèze Communauté             | 14,76            | 103 (2022)                        | 7,0                | modifier les données · modifier les données |
| Ambrugeat                        | 19008      | CC Haute-Corrèze Communauté             | 29,57            | 209 (2022)                        | 7,1                | modifier les données · modifier les données |
| Bellechassagne                   | 19021      | CC Haute-Corrèze Communauté             | 13,34            | 100 (2022)                        | 7,5                | modifier les données · modifier les données |
| Bonnefond                        | 19027      | CC Vézère-Monédières-Millesources       | 45,06            | 114 (2022)                        | 2,5                | modifier les données · modifier les données |
| Bugeat                           | 19033      | CC Vézère-Monédières-Millesources       | 30,99            | 741 (2022)                        | 24                 | modifier les données · modifier les données |
| Chavanac                         | 19052      | CC Haute-Corrèze Communauté             | 9,85             | 49 (2022)                         | 5,0                | modifier les données · modifier les données |
| Chaveroche                       | 19053      | CC Haute-Corrèze Communauté             | 18,26            | 272 (2022)                        | 15                 | modifier les données · modifier les données |
| Combressol                       | 19058      | CC Haute-Corrèze Communauté             | 25,43            | 385 (2022)                        | 15                 | modifier les données · modifier les données |
| Darnets                          | 19070      | CC de Ventadour - Égletons - Monédières | 25,42            | 309 (2022)                        | 12                 | modifier les données · modifier les données |
| Davignac                         | 19071      | CC Haute-Corrèze Communauté             | 30,14            | 233 (2022)                        | 7,7                | modifier les données · modifier les données |
| Gourdon-Murat                    | 19087      | CC Vézère-Monédières-Millesources       | 15,81            | 85 (2022)                         | 5,4                | modifier les données · modifier les données |
| Grandsaigne                      | 19088      | CC Vézère-Monédières-Millesources       | 19,92            | 48 (2022)                         | 2,4                | modifier les données · modifier les données |
| Lestards                         | 19112      | CC Vézère-Monédières-Millesources       | 18,52            | 115 (2022)                        | 6,2                | modifier les données · modifier les données |
| Lignareix                        | 19114      | CC Haute-Corrèze Communauté             | 9,38             | 162 (2022)                        | 17                 | modifier les données · modifier les données |
| Maussac                          | 19130      | CC Haute-Corrèze Communauté             | 13,78            | 446 (2022)                        | 32                 | modifier les données · modifier les données |
| Millevaches                      | 19139      | CC Haute-Corrèze Communauté             | 11,54            | 77 (2022)                         | 6,7                | modifier les données · modifier les données |
| Péret-Bel-Air                    | 19159      | CC de Ventadour - Égletons - Monédières | 15,49            | 84 (2022)                         | 5,4                | modifier les données · modifier les données |
| Pérols-sur-Vézère                | 19160      | CC Haute-Corrèze Communauté             | 46,98            | 199 (2022)                        | 4,2                | modifier les données · modifier les données |
| Peyrelevade                      | 19164      | CC Haute-Corrèze Communauté             | 66,43            | 831 (2022)                        | 13                 | modifier les données · modifier les données |
| Pradines                         | 19168      | CC Vézère-Monédières-Millesources       | 19,59            | 86 (2022)                         | 4,4                | modifier les données · modifier les données |
| Saint-Angel                      | 19180      | CC Haute-Corrèze Communauté             | 47,54            | 705 (2022)                        | 15                 | modifier les données · modifier les données |
| Saint-Germain-Lavolps            | 19206      | CC Haute-Corrèze Communauté             | 21,89            | 101 (2022)                        | 4,6                | modifier les données · modifier les données |
| Saint-Merd-les-Oussines          | 19226      | CC Haute-Corrèze Communauté             | 42,46            | 109 (2022)                        | 2,6                | modifier les données · modifier les données |
| Saint-Pardoux-le-Vieux           | 19233      | CC Haute-Corrèze Communauté             | 15,80            | 293 (2022)                        | 19                 | modifier les données · modifier les données |
| Saint-Rémy                       | 19238      | CC Haute-Corrèze Communauté             | 30,96            | 236 (2022)                        | 7,6                | modifier les données · modifier les données |
| Saint-Setiers                    | 19241      | CC Haute-Corrèze Communauté             | 46,78            | 266 (2022)                        | 5,7                | modifier les données · modifier les données |
| Saint-Sulpice-les-Bois           | 19244      | CC Haute-Corrèze Communauté             | 22,92            | 78 (2022)                         | 3,4                | modifier les données · modifier les données |
| Sornac                           | 19261      | CC Haute-Corrèze Communauté             | 59,48            | 773 (2022)                        | 13                 | modifier les données · modifier les données |
| Soudeilles                       | 19263      | CC de Ventadour - Égletons - Monédières | 20,39            | 297 (2022)                        | 15                 | modifier les données · modifier les données |
| Tarnac                           | 19265      | CC Vézère-Monédières-Millesources       | 67,46            | 338 (2022)                        | 5,0                | modifier les données · modifier les données |
| Toy-Viam                         | 19268      | CC Vézère-Monédières-Millesources       | 9,93             | 35 (2022)                         | 3,5                | modifier les données · modifier les données |
| Viam                             | 19284      | CC Vézère-Monédières-Millesources       | 29,99            | 85 (2022)                         | 2,8                | modifier les données · modifier les données |
| Canton du Plateau de Millevaches | 1912       |                                         | 983,01           | 10 290 (2022)                     | 10                 | modifier les données                        |

## Démographie
En 2022, le canton comptait 10 290 habitants, en évolution de −1,44 % par rapport à 2016 (Corrèze : −0,59 %, France hors Mayotte : +2,11 %).
| 2013   | 2018   | 2022   |
| ------ | ------ | ------ |
| 10 451 | 10 308 | 10 290 |

## Historique des élections

### Élection de 2015
| Candidats           | Partis      | Partis      | Premier tour | Premier tour | Second tour | Second tour |
| Candidats           | Partis      | Partis      | Voix         | %            | Voix        | %           |
| ------------------- | ----------- | ----------- | ------------ | ------------ | ----------- | ----------- |
| Christophe Petit    |             | UMP         | 2 096        | 39,32        | 2 799       | 51,67       |
| Nelly Simandoux     |             | UMP         | 2 096        | 39,32        | 2 799       | 51,67       |
| Pierre Coutaud      |             | DVG         | 1 662        | 31,18        | 2 618       | 48,33       |
| Fabienne Garnerin   |             | PS          | 1 662        | 31,18        | 2 618       | 48,33       |
| Marie-Rose Bourneil |             | DVG         | 832          | 15,61        |             |             |
| Jean-Louis Faure    |             | PCF         | 832          | 15,61        |             |             |
| Marie Chassaing     |             | FN          | 740          | 13,88        |             |             |
| Sébastien Pialeport |             | FN          | 740          | 13,88        |             |             |
|                     |             |             |              |              |             |             |
| Inscrits            | Inscrits    | Inscrits    | 8 731        | 100,00       | 8 727       | 100,00      |
| Abstentions         | Abstentions | Abstentions | 3 142        | 35,99        | 2 900       | 33,23       |
| Votants             | Votants     | Votants     | 5 589        | 64,01        | 5 827       | 66,77       |
| Blancs              | Blancs      | Blancs      | 164          | 2,93         | 243         | 4,17        |
| Nuls                | Nuls        | Nuls        | 95           | 1,70         | 167         | 2,87        |
| Exprimés            | Exprimés    | Exprimés    | 5 330        | 95,37        | 5 417       | 92,96       |

### Élection de 2021
| Candidats                | Partis                   | Partis                   | Premier tour | Premier tour | Second tour | Second tour |
| Candidats                | Partis                   | Partis                   | Voix         | %            | Voix        | %           |
| ------------------------ | ------------------------ | ------------------------ | ------------ | ------------ | ----------- | ----------- |
| Jacqueline Cornelissen   |                          | LR                       | 2 045        | 47,23        | 2 516       | 53,65       |
| Christophe Petit         |                          | DVD                      | 2 045        | 47,23        | 2 516       | 53,65       |
| Liliane Beynel           |                          | PS                       | 1 869        | 43,16        | 2 174       | 46,35       |
| Philippe Brugère         |                          | DVG                      | 1 869        | 43,16        | 2 174       | 46,35       |
| Hervé Cossard            |                          | RN                       | 416          | 9,61         |             |             |
| Annie Schmitt            |                          | RN                       | 416          | 9,61         |             |             |
|                          |                          |                          |              |              |             |             |
| Suffrages exprimés       | Suffrages exprimés       | Suffrages exprimés       | 4 330        | 96,46        | 4 690       | 95,54       |
| Votes blancs             | Votes blancs             | Votes blancs             | 92           | 2,05         | 111         | 2,26        |
| Votes nuls               | Votes nuls               | Votes nuls               | 67           | 1,49         | 108         | 2,20        |
| Total                    | Total                    | Total                    | 4 489        | 100          | 4 909       | 100         |
| Abstention               | Abstention               | Abstention               | 3 872        | 46,31        | 3 449       | 41,27       |
| Inscrits / participation | Inscrits / participation | Inscrits / participation | 8 361        | 53,69        | 8 358       | 58,73       |